# Robert Watiyakeni
Robert Watiyakeni (ur. 18 października 1969 w Chingoli, zm. 27 kwietnia 1993 u wybrzeży Gabonu) – zambijski piłkarz grający na pozycji obrońcy. Zginął w katastrofie lotniczej u wybrzeży Gabonu.
W chwili śmierci reprezentował południowoafrykański klub Dynamos F.C. Grał w tym klubie co najmniej od lipca 1991.
Zagrał w dwóch meczach fazy grupowej Pucharu Narodów Afryki 1992 – z Egiptem (wszedł w 82. minucie) i Ghaną (zagrał cały mecz).